# Saffo
Saffo (in greco antico: Σαπφώ, Ψάπφω?, Sapphṓ, Psápphō; Petra, Lesbo, 10 dicembre 630 a.C. circa – Leucade, 570 a.C. circa) è stata una poetessa greca antica.

## Biografia
Saffo era originaria di Ereso, città dell'isola di Lesbo nell'Egeo; le notizie riguardanti la sua vita sono state tramandate dal Marmor Parium, dal lessico Suda, dall'antologista Stobeo, e da vari riferimenti di autori latini (come Cicerone e Ovidio), oltre che dalle testimonianze dei grammatici. Ciò che sappiamo di Saffo è stato dedotto dalle liriche e frammenti a lei attribuiti, o riportato da storici dell'antichità le cui fonti erano di dubbia attendibilità, seppure essi avessero accesso a un numero molto maggiore di versi della poetessa.
Nacque in una famiglia aristocratica che fu coinvolta nelle lotte politiche tra i vari tiranni che allora si contendevano il dominio di Lesbo (tra cui Melancro, Mirsilo e Pittaco); per una decina di anni Saffo seguì la propria famiglia in esilio in Sicilia, probabilmente a Siracusa o ad Akragas (l'odierna Agrigento). Successivamente ritornò a Ereso, dove fu direttrice e insegnante di un tiaso, una sorta di collegio in cui veniva curata l'educazione di gruppi di giovani fanciulle di famiglia nobile, incentrata sui valori che la società aristocratica di allora richiedeva a una donna: l'amore, la delicatezza, la grazia, la capacità di sedurre, il canto, l'eleganza raffinata dell'atteggiamento.
Ebbe tre fratelli, Larico, coppiere nel pritaneo di Mitilene, Erigio, di cui si conosce solo il nome, e Carasso, un mercante, che, secondo quanto emerge dalle poesie di Saffo, durante una missione in Egitto, si sarebbe innamorato di un'etera, Dorica, rovinando economicamente la propria famiglia. Nella Preghiera per Carasso Saffo prega affinché sia garantito un ritorno sicuro al fratello, perché possa essere riammesso in famiglia, e lancia una maledizione alla giovane donna.

La Suda dice che Saffo sposò un certo Cercila di Andros, nota probabilmente falsa e tratta dai commediografi; dal marito ebbe comunque una figlia di nome Cleide a cui dedicò alcuni teneri versi. Alcuni frammenti, inoltre, proverebbero che la poetessa raggiunse un'età avanzata, ma il dato non giunge a sicurezza, poiché era usanza comune tra i poeti lirici di utilizzare la prima persona in modo convenzionale.

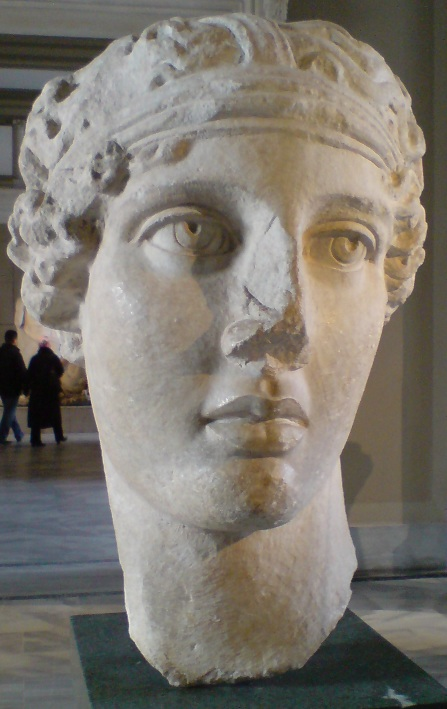
Testa di Saffo, copia romana da originale di età ellenistica, da Smirne (oggi situata al Museo Archeologico di Istanbul).

## Fortuna nell'arte e leggende sulla vita e morte
Gli antichi furono concordi nell'ammirare la sua maestria: Solone, suo contemporaneo, dopo aver ascoltato in vecchiaia un carme della poetessa, disse che a quel punto desiderava due sole cose, ossia impararlo a memoria e morire.
In età imperiale, Strabone la definì "una creatura meravigliosa":
(Strabone, Geografia 13.2.3.7-11)

e una lode simile si trova anche in un epigramma attribuito a Platone: 
(Pseudo-Platone, Epigramma XVI)
Già nell'antichità Saffo, a causa della bellezza dei suoi componimenti poetici e della conseguente notorietà acquisita presso gli ambienti letterari dell'epoca, fu oggetto di grande interesse da parte di studiosi di tutte le epoche, specie nel momento in cui, a partire dal XIX secolo, la sua poesia divenne paradigma dell'amore omosessuale femminile, dando origine al termine "saffico".

Saffo e Alceo (1881), dipinto di Lawrence Alma-Tadema, conservato alla Walters Art Museum di Baltimora.

Fu il poeta Anacreonte, vissuto una generazione dopo Saffo (metà del VI secolo a.C.), uno dei primi ad accennare il fatto che la poetessa nutrisse per le fanciulle, che nel tiaso educava alla musica, alla danza, al culto della dea Afrodite e alla poesia, un amore omosessuale: secondo la tradizione, fra l'insegnante e le fanciulle nascevano rapporti di grande familiarità, talora anche sessuale. Sicuramente dalle poesie traspare una grande connessione tra la poetessa e le sue allieve, tuttavia il fatto va inquadrato anche secondo il costume dell'epoca, come forma di iniziazione per la futura vita matrimoniale e di preparazione all'amore eterosessuale. Tale pratica non era affatto immorale nel contesto storico e sociale in cui Saffo viveva: infatti, per gli antichi Greci l'erotismo paideutico (che si teneva strettamente distinto dalla pedofilia, tutelando i bambini d'ambo i sessi che non avessero compiuto una certa età da figure estranee) si faceva canale di trasmissione di formazione culturale e morale nel contesto di un gruppo ristretto, dedicato all'istruzione e alla educazione delle giovani, qual era il tiaso femminile, preparando le giovani donne a vivere in una società che prevedeva in quasi tutta la Grecia una stretta separazione dei sessi, e una visione della donna quasi unicamente come fattrice di figli e impegnata nelle faccende domestiche.

La poetica di Saffo s'incentra sulla passione e sull'amore per vari personaggi e per tutti i generi. Le voci narranti di molte delle sue poesie parlano di infatuazioni e di amore (a volte ricambiato, a volte no) per vari personaggi femminili, ma le descrizioni di atti fisici tra donne sono poche (considerato il fatto che molto materiale è andato perduto) e tutt'oggi oggetto di dibattito.

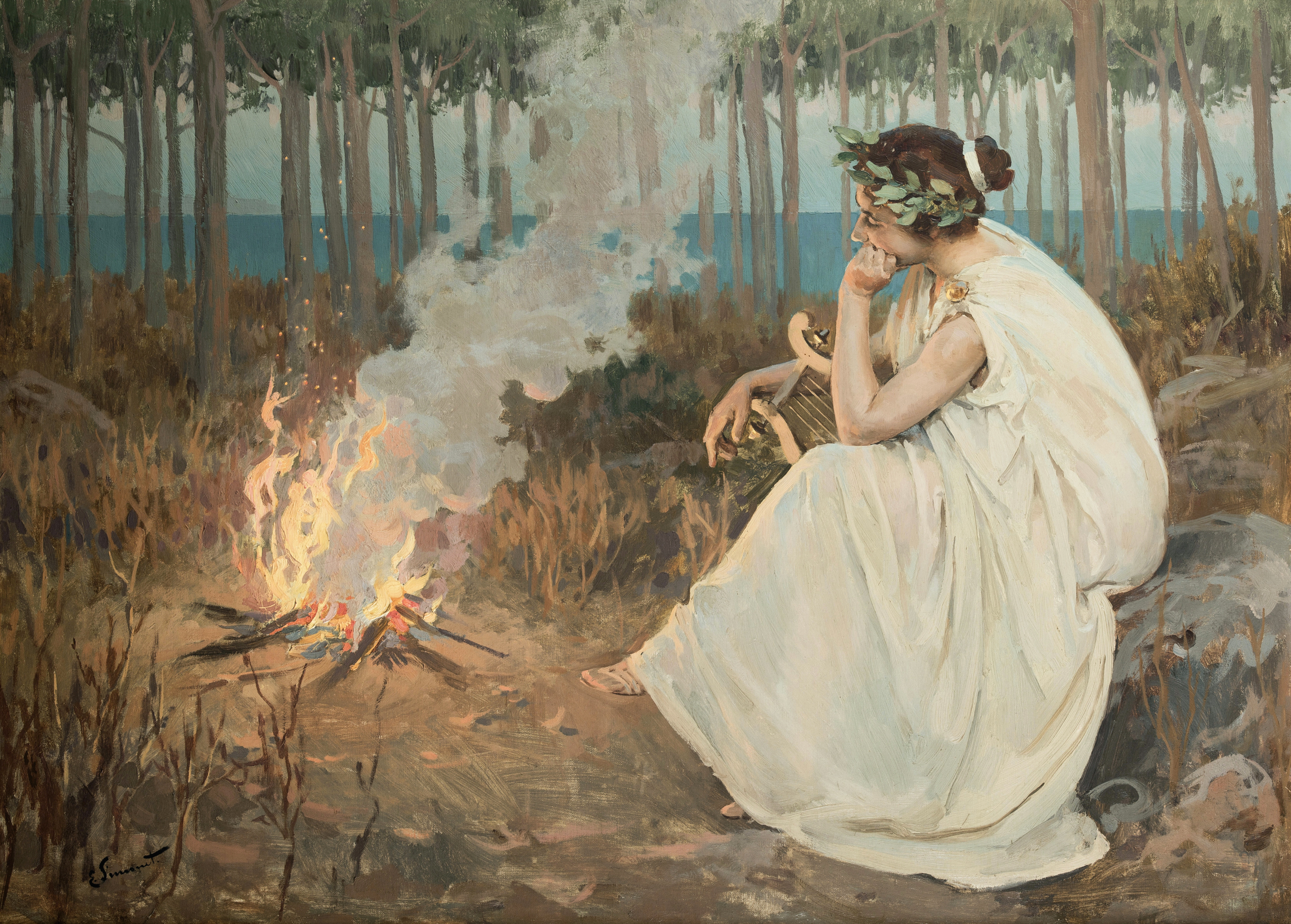
Saffo dipinto di Enrique Simonet.

Saffo compose degli epitalami, struggenti canti d'amore per le sue allieve destinate a nozze, lasciando supporre un innamoramento anche con componenti sessuali, come si evince dal componimento Ode della gelosia. Saffo, affezionata alle sue allieve, li scrisse poiché le vedeva destinate ad un triste destino: lasciavano infatti l'isola dove si trovavano, dove erano accudite e felici, per andare nella casa dei loro mariti, da cui non sarebbero uscite quasi mai; lì sarebbero state in pratica rinchiuse a vita, come voleva la tradizione greca. Questo andava ad amplificare la principale fonte di struggimento per la poetessa: il rammarico del fatto che l'amore provato per le proprie allieve sarebbe sempre stato effimero, data la loro partenza.

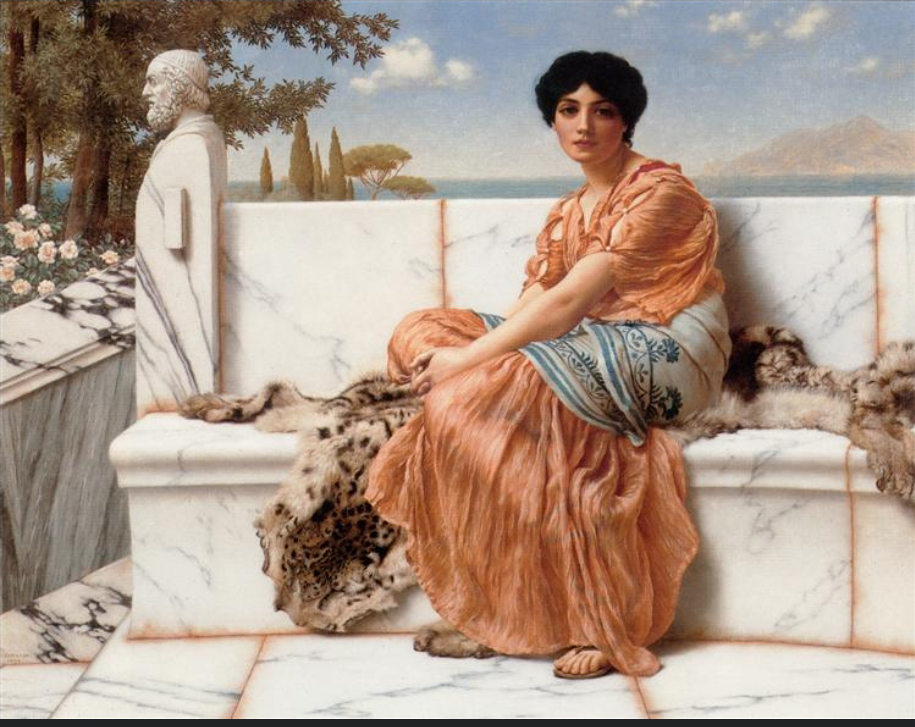
Nei giorni di Saffo (1904) di John William Godward.

Materia di leggenda è la presunta passione amorosa del poeta lirico conterraneo Alceo per Saffo. Alceo le avrebbe dedicato i seguenti versi: «Crine di viola, eletta, dolceridente Saffo» (Fr. 384 Voigt) riportati nel secolo II da Efestione nel suo Manuale di metrica (14, 4). Da tali versi sarebbe stata desunta l'esistenza di un amore tra i due poeti, tuttavia essa è considerata da diversi autori moderni un autoschediasmo e ha dato vita a controversie. In epoca contemporanea, il filologo classico Luciano Canfora ha osservato che i suddetti versi potrebbero essere riferiti non a Saffo, ma ad un'altra donna. Secondo il filologo Gentili, il verso è dedicato a Saffo, ma non rappresenta un canto d'amore, bensì una riverenza verso la poetessa e la sua dignità sacrale; invece Achille Danesi aderisce alla tradizione classica. Ad ogni modo, tali versi non rappresentano l'unica testimonianza, infatti a sostegno della leggenda figurano autori come Aristotele, che narra di ciò nella Retorica, ed Ermesianatte, nella sua raccolta elegiaca Leonzio; tuttavia non è chiaro se i due autori si siano basati su veri e propri versi o su opere di fantasia. In conclusione (come fa notare Canfora), la narrazione rischia di essere stata influenzata da una tradizione romanzesca, tuttavia la veridicità di tali affermazioni non può essere negata a priori.
Da riconoscere è inoltre che Alceo conobbe effettivamente la poetessa, prima che questa fosse costretta a fuggire al seguito della famiglia a causa delle guerre tra i tiranni Melancro, Mirsilo e Pittaco.

Se effettivamente i versi di Alceo si riferissero a Saffo, descritta come una donna bella e piena di grazia, dal fascino raffinato, dolce e sublime, verrebbe sfatata un'altra leggenda legata alla poetessa di Lesbo diffusa da alcuni contemporanei per screditarla, quella della sua non avvenenza fisica, che l'avrebbe portarta a togliersi la vita gettandosi dalla rupe di Leucade a causa del suo amore, non corrisposto, nei confronti del giovane Faone. Anche il pittore olandese-britannico Sir Lawrence Alma-Tadema mostra di non aderire alla leggenda sulla bruttezza di Saffo: infatti nel suo dipinto Saffo e Alceo (Sappho and Alcaeus), realizzato nel 1881, la poetessa è ritratta con fattezze tutt'altro che sgradevoli.

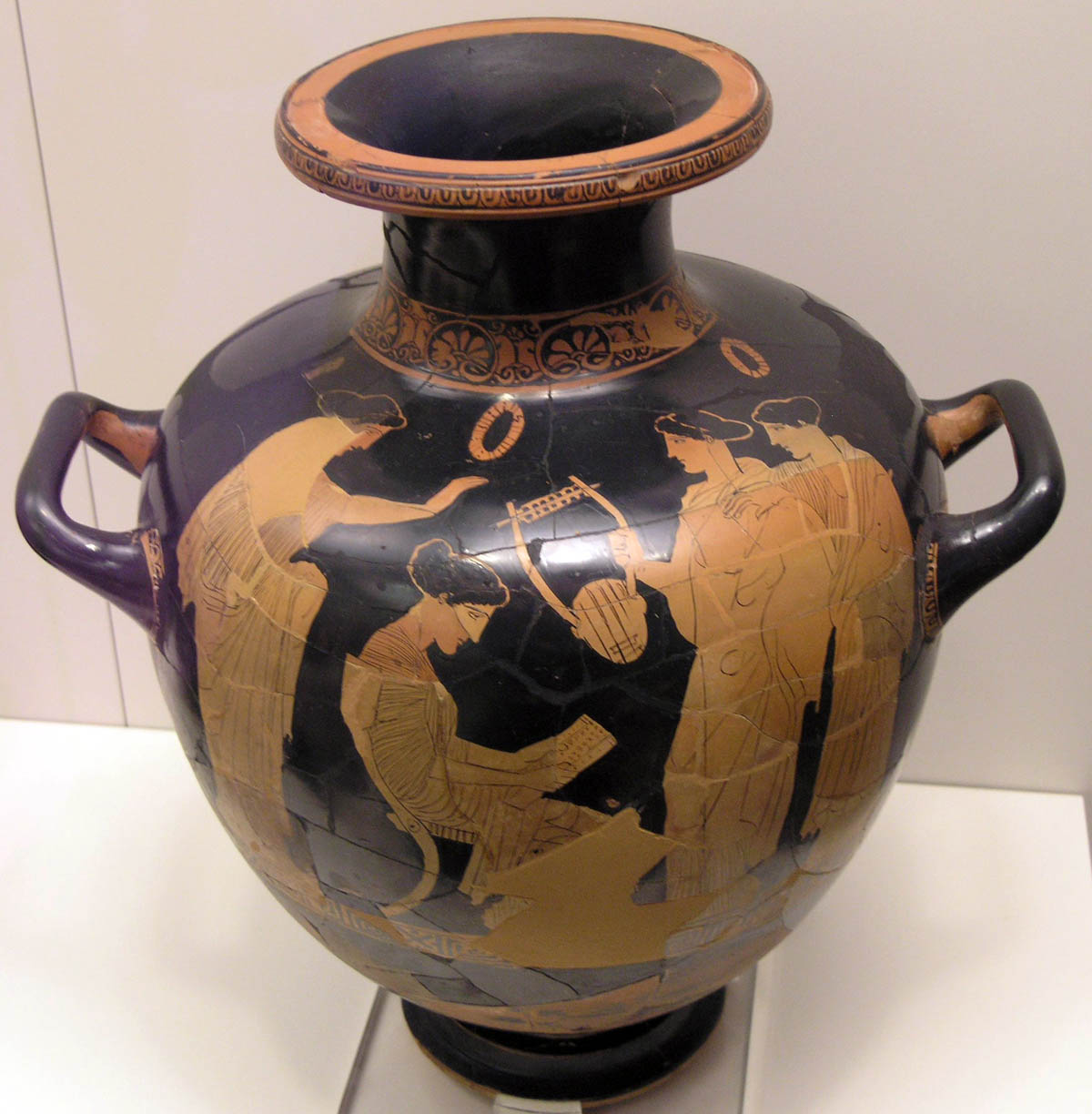
La poetessa Saffo, seduta, legge una delle sue poesie in un incontro con tre amiche-studentesse che la circondano. Vaso attico (hydrie o kalpis) di Vari, opera del gruppo di Polygnotos, 440-430 a.C. circa (Museo Archeologico Nazionale di Atene, n. 1260).

## Opere
Saffo scrisse probabilmente circa 10.000 versi di poesia; oggi ne sopravvivono soltanto 650 circa, e rappresentano principalmente poesie liriche, e in minore percentuale anche epigrammi, giambi e elegie.
Gli studiosi della Biblioteca di Alessandria suddivisero l'opera della poetessa in otto o forse nove libri, organizzati secondo criteri metrici: il primo libro, ad esempio, comprendeva i carmi composti in strofe saffiche, ed era composto da circa 1320 versi.
Di questa produzione ci rimangono oggi pochi frammenti: l'unico componimento conservatoci integro dalla tradizione è il cosiddetto Inno ad Afrodite (fr. 1 V.), con cui si apriva il primo libro dell'edizione alessandrina della poetessa. In questo testo, composto secondo i criteri dell'inno cletico, Saffo si rivolge alla dea Afrodite chiedendole di esserle alleata riguardo a un amore non corrisposto.
Tra gli altri componimenti che ci sono noti in maniera frammentaria si può ricordare almeno il fr. 31 V., Phainetai moi kenos isos theoisin, cui si fa spesso riferimento come Ode della gelosia. Il contenuto di questo carme, in realtà, ci sfugge in larga parte, dato che non ne conosciamo la conclusione; nella parte conservata, Saffo descrive le sue reazioni e quelle dell'io lirico al colloquio tra una delle ragazze del tiaso e un uomo, presumibilmente il promesso sposo di costei. La vista della ragazza suscita in Saffo e chi dice 'io' una serie di sintomi dovuti alla gelosia provata nel vedere l'amata intrattenersi con un'altra persona (sudore, tremito, pallore), i quali sembrano adombrare un vero e proprio attacco di panico. Questo componimento fu imitato da Catullo nel suo carme 51 (Ille mi par esse deo videtur).

## Il mondo poetico e concettuale di Saffo
Si possono sostanzialmente distinguere due tipi di liriche, quella corale, caratterizzata da un rapporto professionale tra il poeta e un committente, normalmente celebrativa, e quella intimista, in cui il poeta esprime uno stato d'animo che riflette 
(U. Albini, op. cit. in bibliografia)

I canti corali, composti prevalentemente per rispondere a esigenze di ufficialità pubblica, possono assumere anche il carattere di epitalami, il cui tema è la cerimonia nuziale con un racconto in prima persona impostato in forma dialogante: sono presenti, inoltre, immagini semplici ed evocative, che oscillano tra ilari e malinconiche, come nella celebre similitudine La dolce mela.

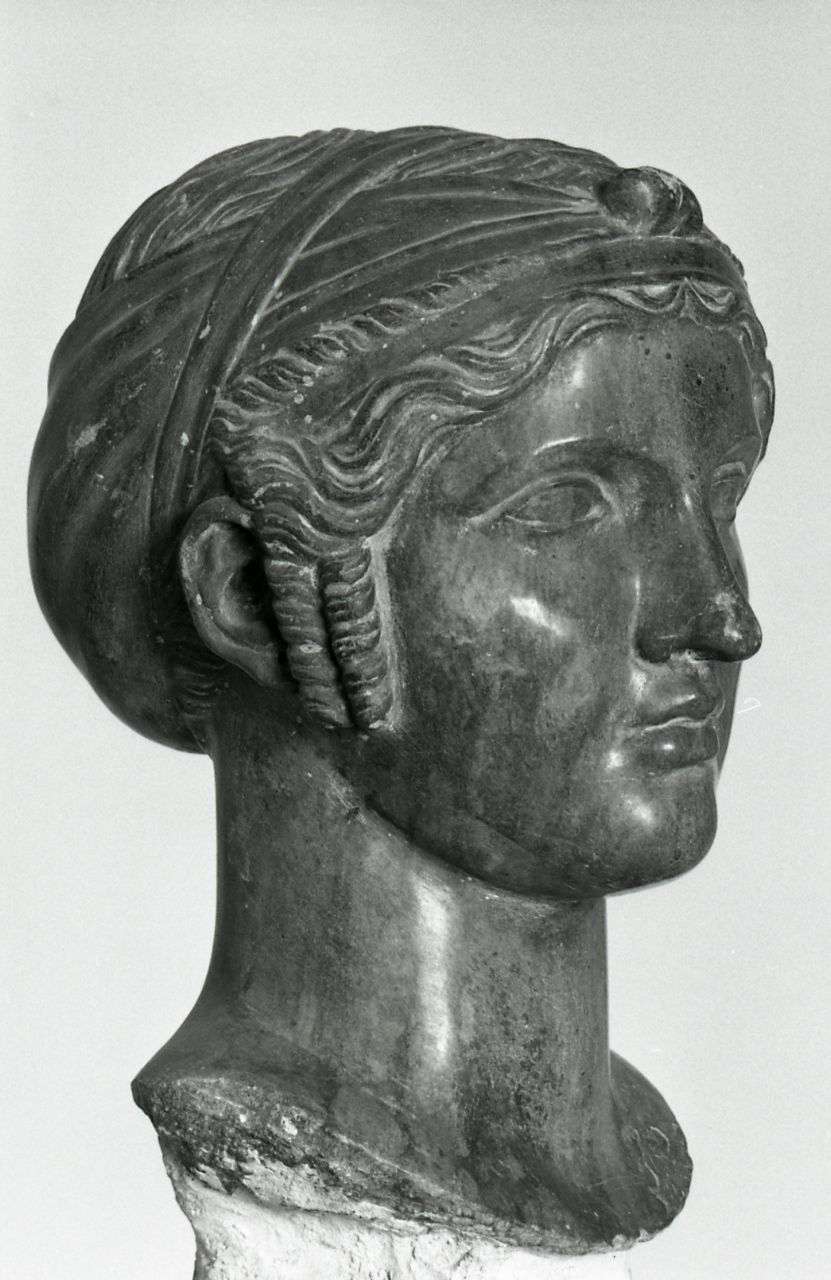
Ritratto di Saffo, Palazzo Massimo alle Terme, Roma. Foto di Paolo Monti, 1969.

La lirica di Saffo, con quella di Alceo e di Anacreonte, rientra nella melica monodica (ossia canto a solo), dove la poetessa esprime le proprie emozioni a divinità o ad altri esseri umani. In effetti, Saffo offre un'immagine semplice ma appassionata dei sentimenti dell'io lirico, dove l'amore ha un ruolo da protagonista con tutta una serie di riflessioni psicologiche e in cui il ricordo e l'analisi delle emozioni passate ne suscita nuove altrettanto forti. Molto forti e precisamente enumerate sono le ripercussioni psicologiche del sentimento amoroso, con l'io soggettivo in primo piano: 
(Frammento 16 Lobel-Page, incipit)
È importante sottolineare che Saffo fu una tra i primi poeti greci ad adottare l'"io poetico", scrivendo quindi poesie con un punto di vista di una persona specifica, in contrasto con i poeti precedenti Omero ed Esiodo, che erano soliti presentarsi sempre come subordinati degli dei e delle Muse, dei "cantori di ispirazione divina".  La sua poesia esplora l'identità individuale e le emozioni personali, come il desiderio, la gelosia e l'amore che genera turbamento. Insieme alla poesia d'amore, per cui è maggiormente conosciuta, le restanti opere saffiche finora rinvenute includono liriche sul tema della famiglia, narrazioni tratte dall'epica, canti nuziali (epitalami), odi di culto alle divinità e invettive.
Saffo scrisse nel dialetto eolico di Lesbo, caratterizzato dalla psilosi e dalla baritonesi: la psilosi consiste nell'assenza dell'aspirazione iniziale di parola; la baritonesi evitava che ogni parola del dialetto avesse l'accento sull'ultima sillaba. La sua poesia, nitida ed elegante, si espresse in diverse forme metriche tutte tipiche della lirica monodica, fra cui un nuovo modello di strofe, dette "saffiche", composte di quattro versi ciascuna (tre endecasillabi saffici e un adonio finale). Tale forma metrica fu ripresa da molti poeti, fino alla "metrica barbara" di Carducci. Una curiosità consiste nel fatto che la strofa non è chiamata saffica perché fu la poetessa di Lesbo ad inventarla; la nascita è da attribuire ad Alceo ma la denominazione deriva dal fatto che fu la poetessa ad utilizzarla maggiormente, ispirando anche Catullo nel noto carme 51 (Ille mi par esse deo videtur, ispirato al fr. 31 V).
Secondo la filologa Page duBois, il linguaggio, così come il contenuto, della poetica di Saffo evoca una sfera aristocratica, e contrappone lo stile "fiorito, [...] ornato" di Saffo allo stile "austero, asciutto, sobrio" contenuto nelle opere di autori classici a lei successivi, come il lirico Pindaro, il tragediografo Sofocle e l'oratore Demostene.
Caratteristica di Saffo è anche il frequente e non meno importante uso dei distici elegiaci, un tipo di versi molto comune allora, formati da un esametro ed un pentametro. I distici elegiaci erano frequenti nella lirica, sia di tema amoroso che non, ed erano generalmente brevi ma al tempo stesso impattanti e forti; ne abbiamo alcuni esempi palesi non solo nella poetessa greca, ma anche nel suo successore latino Catullo.

## Nella cultura di massa
Nel corso dei secoli scrittori e uomini di cultura, principalmente di fede cristiana, ritennero scandalosa la narrazione secondo la quale i rapporti intrattenuti da Saffo con le allieve fossero espressione di un sincero amore omosessuale; dunque intesero piuttosto che tale amore fosse solo affettività esasperata fino all'iperbole per fini poetici, di conseguenza evitarono di trascrivere gran parte dei componimenti e ne distrussero molti. È per questo motivo che ad oggi possediamo così pochi frammenti delle opere di Saffo.
Secondo l'interpretazione che si rifà ai costumi dell'antica Grecia, si indicano tali amori omosessuali vissuti nel contesto formativo come percorso educativo che le adolescenti intraprendevano quando facevano parte del tiaso (ricordiamo i nomi di alcune allieve di Saffo: Archianassa, Arignota, Erinna, Attis, Dica, Eirana, Girinno, Megara, Tenesippa e Mica). Il tiaso di Lesbo aveva come maestra proprio Saffo e alla luce di una formazione culturale completa (artistica, musicale e sociale) in Grecia era contemplata e bene accettata anche l'iniziazione all'amore e al rapporto eterosessuale mediante il rapporto omosessuale. Il ruolo di Saffo in proposito ha dato origine ai termini "lesbico" e "saffico", che designano oggi l'omosessualità femminile.

### Letteratura
Un elemento leggendario della vita di Saffo, ripreso già dagli antichi commediografi, è che ella si sia suicidata gettandosi da una rupe sull'isola di Lefkada, vicino alla spiaggia di Porto Katsiki, per l'amore non corrisposto verso il giovane battelliere Faone, che in realtà è un personaggio mitologico. Tale leggenda è stata documentata per la volta da Ovidio nelle Eroidi, e successivamente anche da altri autori: Alessandro Verri nelle Avventure di Saffo, poetessa di Mitilene (1782); Vincenzo Maria Imperiali nella Faoniade, raccolta di inni e odi su Saffo e Faone (1780); e infine da Giacomo Leopardi nel suo struggenteUltimo canto di Saffo (1822).
A concentrarsi invece maggiormente sulla sfera sessuale descritta da Saffo è stato l'inglese John Donne il quale, all'inizio del XVII secolo, scrisse la poesia erotica Saffo a Filenide, che narra di un incontro sessuale tra Saffo e la poetessa Filenide di Samo.

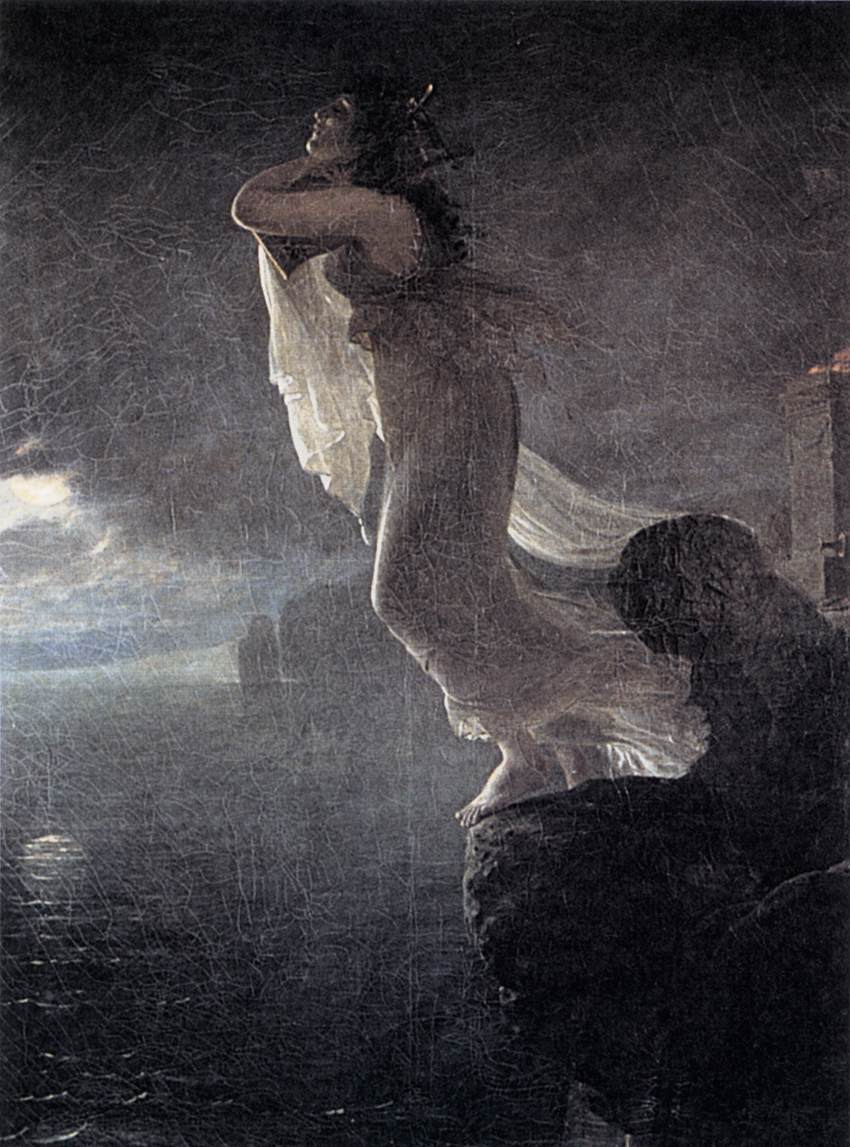
Saffo a Leucade, di Antoine-Jean Gros (1801)

### Pittura
Il pittore francese Antoine-Jean Gros nel 1801 ha realizzato un dipinto a olio su tela (122x100 cm.), dal titolo Saffo a Leucade, anche noto come La morte di Saffo, conservato nel Museo "Baron Gérard" di Bayeux in Francia. In esso la figura di Saffo è ritratta ai margini di una scogliera, in un paesaggio notturno rischiarato da raggi di luna, nell'atto di gettarsi nel mare sottostante, in un'atmosfera che anticipa i canoni del Romanticismo.
Il pittore olandese-britannico Sir Lawrence Alma-Tadema, nato Lourens Alma Tadema (Dronrijp, 8 gennaio 1836 – Wiesbaden, 25 giugno 1912), ha realizzato nel 1881 il dipinto Saffo e Alceo (Sappho And Alcaeus), olio su tela (66x122 cm.), oggi conservato al Walters Art Museum, già Walters Art Gallery, il principale museo di arti visive di Baltimora (Maryland), negli Stati Uniti.

### Musica
A livello musicale, questa leggenda ha avuto grande risonanza: ad esempio, il compositore bavarese Johann Simon Mayr scrisse, su libretto di Simeone Antonio Sografi, un'opera seria dal titolo Saffo, ossia i riti d'Apollo Leucadio, rappresentata al Teatro La Fenice di Venezia nel 1794 con il famoso cantante lirico castrato (sopranista) Girolamo Crescentini.
In età contemporanea, il cantautore Roberto Vecchioni ha scritto e cantato Il cielo capovolto (Ultimo canto di Saffo), brano contenuto nell'album Il cielo capovolto del 1995, mentre Angelo Branduardi ha scritto il pezzo La raccolta, inserito nell'album Cogli la prima mela del 1979 e ispirato da un componimento della poetessa, il Fr. 105a, conosciuto in italiano - tra l'altro - come La dolce mela.
Il compositore Vieri Tosatti (1920-1999) ha invece scritto nel 1942 le Canzoni nuziali, per coro solo a tre voci femminili e tre voci maschili, basate su poesie e frammenti di Saffo (durata: 4 minuti). Unica esecuzione nota: Cantori di Assisi, 1979.

### Teatro
Sotto il profilo teatrale, la poetessa ha ispirato i Frammenti n.2-4-80 da Saffo (1968) di Giuseppe Sinopoli.

### Astronomia
Nel 1989 alla poetessa greca è stato dedicato un asteroide, battezzato appunto "80 Sappho".

### Videogiochi
La poetessa Saffo viene citata durante una missione nel videogioco Assassin's Creed: Odyssey.

### Biologia
Alla poetessa greca sono state dedicate due farfalle appartenenti alla famiglia dei Nymphalidae: Neptis sappho e Heliconius sapho.

## Alcuni frammenti
- Inno ad Afrodite (fr. 1 Voigt)
- Preghiera per Carasso (fr. 5 Voigt)
- La cosa più bella (fr. 16 Voigt)
- Ode della gelosia (fr. 31 Voigt)
- Nozze di Ettore e Andromaca (fr. 44 Voigt)
- La dolce mela (fr. 105a Voigt)
- Tramontata è la luna (fr. 168b Voigt)
- Carme dei fratelli (P.Oxy. 2289)

## Edizioni
- Salvatore Quasimodo, Lirici greci, con un saggio di Luciano Anceschi, Milano, Corrente, 1940 (riedito da Mondadori a partire dal 1944)
- D. A. Campbell (a cura di), Greek Lyric 1: Sappho and Alcaeus (Loeb Classical Library No. 142), Cambridge, Mass., Harvard University Press, 1982. ISBN 0-674-99157-5
- Raffaele Cantarella. La letteratura greca classica. Milano, Rizzoli, 2002. ISBN 88-17-11251-8
- Umberto Albini, Lirici greci, Milano, Garzanti, 1978, traduzione Gennaro Perrotta.
- AA. VV., Lirici greci. Milano, Mondadori, 2007.
- (EL) N. Kaggelaris, Wedding Cry: Sappho (Fr. 109 LP, Fr. 104(a) LP)- Catullus (c. 62. 20-5)- modern greek folk songs, in E. Avdikos e B. Koziou-Kolofotia (a cura di), Modern Greek folk songs and history,  pp. 260-270.
- Liriche e frammenti, Milano, SE, 2002. ISBN 88-7710-517-8
- Frammenti, Firenze, Giunti, 1997. ISBN 88-09-21032-8
- Finché ci sia respiro, Roma, Interlinea, 2001. ISBN 88-8212-256-5
- Sappho et Alcaeus. Fragmenta, edidit Eva Maria Voigt, Amsterdam, Athenaeum-Polak & Van Gennep, 1971.
- Saffo. Poesie, introduzione di Vincenzo Di Benedetto, traduzione e note di Franco Ferrari, Milano, BUR, 1987.
- Poesie, Milano, BUR, 2005. ISBN 88-17-00519-3
- Saffo. Poesie, frammenti e testimonianze, introduzione, nuova traduzione e commento a cura di Camillo Neri e Federico Cinti, Santarcangelo di Romagna (RN), Rusconi libri, 2017.
- (EN) Anne Carson, If Not, Winter: Fragments of Sappho, in Little, Brown Book Group (a cura di), 2003.